# ノエビア
株式会社ノエビア（英: NOEVIR Co.,Ltd.）は、兵庫県神戸市中央区港島中町に本社を置く日本の化粧品メーカーである。2011年より持株会社体制へ移行し、現在はノエビアホールディングスの完全子会社である。

## 概要
創業者で現会長の大倉昊が、1964年（昭和39年）に大阪で、アメリカからの航空機部品、並びに航空機用品の輸入貿易を行う会社を設立。1971年（昭和46年）には、西ドイツ・バーデンバーデン市より薬草化粧品の輸入販売を開始した。のちに株式会社へと改組し、1978年（昭和53年）にノエビアに社名変更、同ブランド化粧品の製造販売を開始した。
訪問販売や通信販売を主たる販売経路としており、デパート等への出店はしていない。一般向けトップブランドにあたる 『ノエビア505』は、化粧水・乳液・クリームの三点で6万円である。なお、グループ会社の常盤薬品工業が所有する「SANA（サナ）」が低価格商品群を担っているため、10代など若い女性向け低価格商品群は存在していない。
滋賀県東近江市や北海道増毛町などに植物研究拠点を置く。増毛のパイロットファームは東京ドーム150個分の敷地面積を持つ。2002年（平成14年）には、栄養補助食品メーカーの常盤薬品工業を傘下におさめた。
2011年（平成23年）3月に上場廃止、株式移転によりノエビアホールディングスの完全子会社となり、ブランドロゴも変更した。

## 沿革
- 1964年（昭和39年）4月 - 創業者の大倉昊により、大阪で創業。
- 1971年（昭和46年）6月 - 株式会社に改組。化粧品の販売事業に乗り出す。
- 1988年（昭和63年）5月 - 株式を店頭公開。
- 2002年（平成14年）9月 - 常盤薬品工業を子会社化。
- 2004年（平成16年）12月 - ジャスダック証券取引所上場。
- 2005年（平成17年） - サンマリノ共和国にノエビア ヨーロッパ エスアールエルを設立。1単元の株式数を1,000株から100株に変更。
- 2007年（平成19年）10月 - 東京証券取引所2部上場。中国上海市に上海諾依薇雅商貿有限公司を合弁会社として設立。直営店「ノエビアスタイル」展開開始。
- 2008年（平成20年） - 直営店「ノエビア サロン ド スペチアーレ 表参道」をオープン。
- 2011年（平成23年）
  - 3月16日 - 上場廃止。
  - 3月22日 - 株式移転により設立された株式会社ノエビアホールディングスの完全子会社となる。
  - 3月23日 - 「NOEVIR」のブランドロゴを改訂。
  - 6月 - 組織再編を実施し、当社子会社だった常盤薬品工業・ボナンザ・ノエビアアビエーションの3社がノエビアホールディングス傘下へ移管。
- 2012年（平成24年）8月 - ノエビアホールディングスが東証1部指定銘柄として承認された。
- 2013年（平成25年）1月 - 御崎公園球技場（神戸ウイングスタジアム）の命名権を3年契約で取得。同年3月1日より「ノエビアスタジアム神戸」が優先的に使用される呼称となった。
- 2015年（平成27年） - 滋賀工場で化粧品製造に関する国際規格ISO22716の認証を取得。

## ノエビアグループ

### 国内
- 常盤薬品工業
  - 常盤メディカルサービス
- ボナンザ
- ノエビアアビエーション

### 海外
- NOEVIR Holding Of America,Inc.（アメリカ合衆国）
- NOEVIR U.S.A.,INC.（アメリカ合衆国）
- NOEVIR Aviation,Inc.（アメリカ合衆国）
- NOEVIR CANADA,Inc.（カナダ）
- 上海諾依薇雅商貿有限公司 （中国）
- 台湾蘭碧兒股份有限公司（台湾）

## CM
1987年から11年間続いたコスメティック・ルネッサンスシリーズでは、鶴田一郎の美人画イラストに、1988年にはヒット曲をハードロック調にアレンジしたものをCMソングとして使用していた。
以下のリストで★印が付いている曲は、『コスメティック ルネッサンス〜ノエビアCM HITS!〜』として2003年2月にドリーミュージックから発売された。なお、収録曲はいずれも後期のものであり、初期の音源はCM部分の前後のみが収録されただけで、フルコーラスの音源は存在していない。これは、CD発売を意識してフルコーラスで収録され出したのが1992年以降であるため。ただし、松崎しげるの「グッド・バイ・マイ・ラブ」はフル・コーラスで製作されシングルCDも発売されたが、コンピレーションCDへの収録は見送られている。
- 夢先案内人／柳ジョージ（山口百恵）
- よろしく哀愁／鈴木聖美（郷ひろみ）
- グッド・ナイト・ベイビー／上田正樹（キングトーンズ）
- 女はそれを我慢できない／沢田研二（アン・ルイス）
- イミテイション・ゴールド／もんたよしのり（山口百恵）
- スローなブギにしてくれ／森進一（南佳孝）
- どうにもとまらない／桑名正博（山本リンダ）
- 経験／つのだ☆ひろ（辺見マリ）
- 愛のさざなみ／柳ジョージ（島倉千代子）
- 冬の稲妻／もんたよしのり（アリス）
- 時の過ぎゆくままに／甲斐よしひろ（沢田研二）
- 愛のメモリー／デーモン小暮閣下（松崎しげる）
- ハート・オブ・グラス／桃姫BAND（ブロンディ）★1992年
- Lovin' You／アン・ルイス（ミニー・リパートン）★1992年
- スローモーション／鈴木トオル（中森明菜）★1993年
- グッド・バイ・マイ・ラブ／松崎しげる（アン・ルイス）
- 別れの朝／世良公則（ペドロ&カプリシャス）★1994年
- 恋のハレルヤ／荻野目洋子（黛ジュン）★1994年
- 愛が止まらない／西城秀樹（Wink）★1995年
- ダンシング・オールナイト／マリーン（もんた&ブラザーズ）★1995年
- ミ・アモーレ〔Meu amor é･･･〕／狩人（中森明菜）★1996年
- 銃爪（ひきがね）／坂本冬美（世良公則&ツイスト）★1996年
- 絶体絶命／宇崎竜童（山口百恵）★1997年
- カサブランカ・ダンディ／田村直美（沢田研二）★1997年

その他、コスメティック・ルネッサンスシリーズ以外の同社のCMには航空機が幾度も登場しているが、これは前述の様に、創業当時同社がアメリカからの航空機器用品を取り扱っていたことに端を発するものである。同社が高級化粧品を中心に取り扱っていることからビジネスジェットの女性機長の仕事ぶりを映したCMが多く、特に女性機長に焦点を当てたCMは「働く女性は美しい」とのナレーションが最後に添えられていた(シリーズ名も「働く女性は美しい」)。これらのCMで使われた楽曲の一部は「ボーン・トゥ・ラヴ・ユー〜ノエビアCM HITS!〜インターナショナル」として2003年にEMIミュージック・ジャパンから発売されている（☆印）。
- Machinery/シーナ・イーストン☆
- A Little Tenderness/シーナ・イーストン☆
- DON'T STOP ME NOW/クイーン☆
- A Thousant Miles/ヴァネッサ・カールトン☆
- This Could Be Heaven/パンドラ
- Learn to Fly/フー・ファイターズ
- She will Be loved/マルーン5
- I was Born to Love You/フレディ・マーキュリー☆(ソロとクイーンによるリミックスの両バージョン)
- 浮気なテディボーイ/エイス・ワンダー☆
- Invisible Touch/ジェネシス☆
- Breathless/コアーズ
- Everybody Wants To Rule The World /ティアーズ・フォー・フィアーズ☆
- Blue Jean/デヴィッド・ボウイ☆
- Without You/デヴィッド・ボウイ☆
- Fly Away/レニー・クラヴィッツ
- Don't talk about it/カルチャー・クラブ☆
- Heart of Glass/ブロンディ☆
- Lovin' You/ミニー・リパートン☆

など。
また過去には、銀座にある東京本社のショーウィンドウに、航空機のエンジンが飾られていた時期や、CMにブルーインパルスが出演していた時期がある。なおCM中に登場する飛行機のうち、ガルフストリームG550についてはGrand Warehouse社所有のガルフストリーム V（機体番号:N559GV、A Thousand MilesのCMで使用）などを使用している）。

## スポンサー番組
『木曜劇場』（フジテレビ）のスポンサーを2007年9月末で降板し、それ以降2023年1月現在までテレビにおける提供番組はない。

### 現在
なし

### 過去
テレビ
- 夜のヒットスタジオDELUXE（フジテレビ）
- 邦ちゃんのやまだかつてないテレビ（フジテレビ）
- 金曜女のドラマスペシャル（フジテレビ）
- ザ・ドラマチックナイト（フジテレビ）
- 男と女のミステリー（フジテレビ）
- 金曜ドラマシアター（フジテレビ）
- MJ -MUSIC JOURNAL-（フジテレビ）
- タモリのスーパーボキャブラ天国→タモリの超ボキャブラ天国（フジテレビ）
- オレたちひょうきん族　-　『決定！土曜特集』時代(フジテレビ)
- 知ってるつもり?!（日本テレビ）
- ドラマチック22（TBS）
- ブロードキャスター（TBS）
- HEY!HEY!HEY!（フジテレビ）
- 木曜劇場（フジテレビ）（1993年10月 - 2000年9月・2004年10月 - 2007年9月）[注釈 1]
- ニュースステーション（テレビ朝日）※関東ローカル など多数。

ラジオ

### 現在
- NOEVIR Song of Life（中西哲生のクロノス（金曜日は速水健朗のクロノス・フライデー）→ONE MORNING内）（TOKYO FM）
- NOEVIR Color of Life（TOKYO FM、2016年4月 - ）

### 過去
- Cafe Noevir CHAGE&ASKA What's Hot!（TFM、2001年4月から2002年3月）
- SAUDE! SAUDADE...（J-WAVE、2005年4月 - 2009年3月）
- RENDEZ-VOUSのコーナー「INTO THE LIFE」→「POINT OF VIEW」（J-WAVE、2009年3月まで）
- BOOTLEG RADIO SHOW（MID-FM、2009年11月 - 2010年1月末頃まで）
- クロノス+PLUS NOEVIR BOTANICAL LIFE→NOEVIR BOTANICAL LIFE（中西哲生のクロノス（金曜日は速水健朗のクロノス・フライデー）→ONE MORNING内）（TOKYO FM、2021年3月まで）